# Eulia ministrana
Eulia ministrana  (лат.) — бабочка из семейства листовёрток.
Размах крыльев 18—25 миллиметров. Передние крылья красновато-коричневые, разных оттенков, блестящие, с небольшим белым круглым пятном. Крылья широкие или слабо вытянуты. Чешуйчатый покров груди позади в виде отдельных волосистых пучков. Внутренние шпоры задних ног значительно длиннее внешних. Гусеницы сначала находятся под завернутым краем, позднее в трубках из листьев на ветвях дуба, бука, берёзы, ивы, орешника, липы, шиповника и др.
Лёт продолжается с мая по июнь. Существует одно поколение в год.
Вид распространён в Палеарктике и Неарктике.